# ميروسلاف سكوريك
ميروسلاف ميخائيلوفيتش سكوريك (بالأوكرانية: Мирослав Михайлович Скорик؛ 13 يوليو 1938 - 1 يونيو 2020) كان ملحناً ومعلماً أوكرانياً. تحتوي موسيقاه العصرية في الأسلوب على سمات نموذجية من تقاليد الموسيقى الشعبية الأوكرانية.
حصل سكوريك على لقبي فنان الشعب الأوكراني وبطل أوكرانيا.

## النشأة
ولد ميروسلاف ميخائيلوفيتش سكوريك في لفيف، التي كانت آنذاك جزءاً من الجمهورية البولندية الثانية، في 13 يوليو 1938. تلقى والديه تعليمهما في النمسا بجامعة فيينا، وعملا بعد ذلك مُدرسين. كان والده مؤرخاً وعالماً إثنوغرافياً، بينما كانت والدته كيميائية. على الرغم من أن والديه لم يتلقوا تدريباً موسيقياً خاصاً، كانت والدته تعزف على البيانو وكان والده يعزف على الكمان. تعلق سكوريك بالموسيقى في منزله منذ سن مبكرة، وكانت عمته الكبرى هي السوبرانو الأوكرانية سولوميا كروشيلنيتسكا.
التحق سكوريك بمدرسة لفيف للموسيقى في 1945، ولكن بعد عامين رُحلَت عائلته إلى سيبيريا حيث نشأ. ولم تعد العائلة إلى لفيف حتى 1955.

## تعليمه

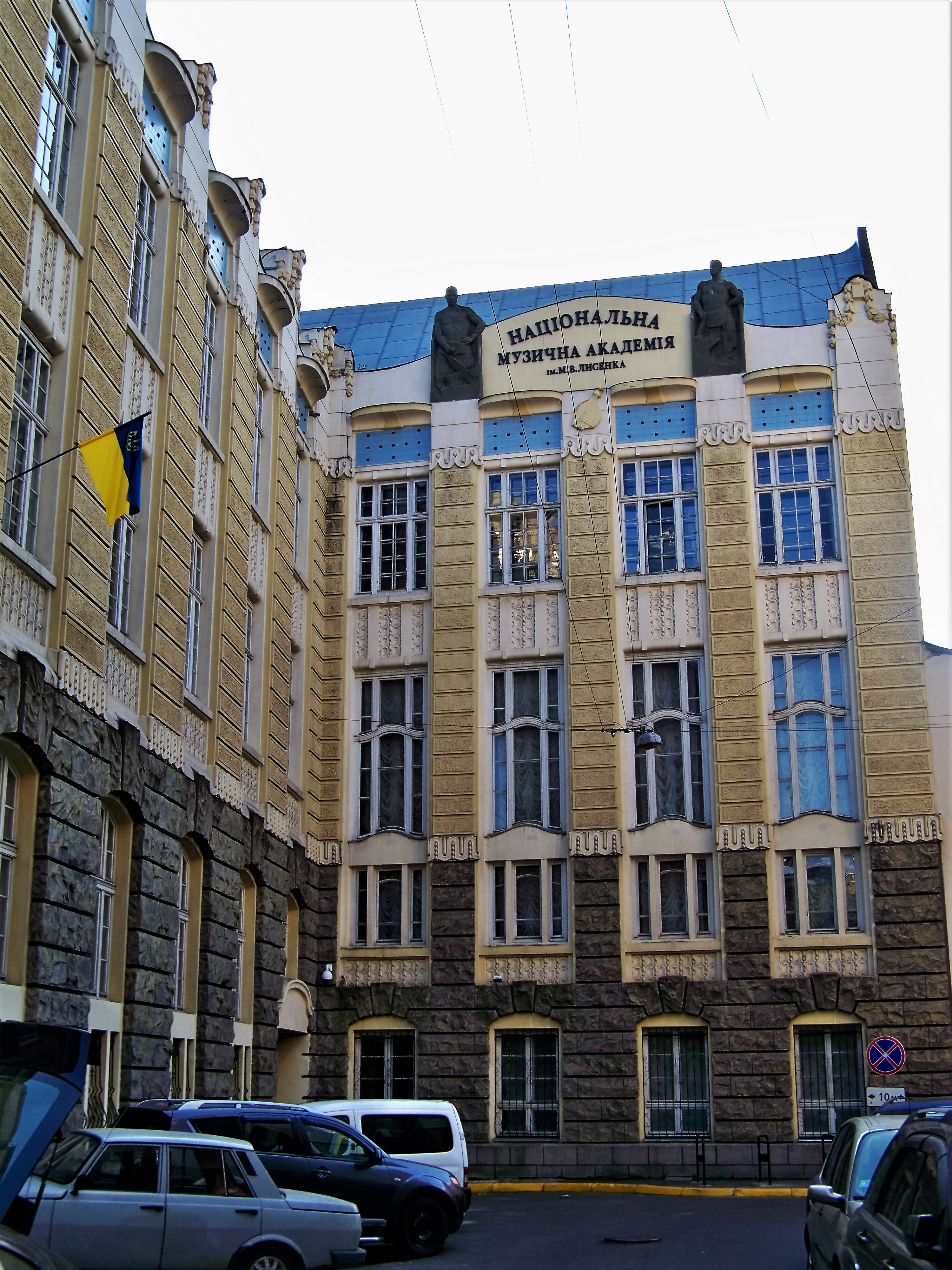
معهد لفيف الموسيقي حيث درس سكوريك من 1955 إلى 1960

درس سكوريك في معهد لفيف الموسيقي بين عامي 1955 و1960، وهناك تلقى تدريباً في التأليف الموسيقي ونظرية الموسيقى؛ وكان من بين أساتذته ستانيسلاف ليودكيفيتش ورومان سيموفيتش. كانت قطعة الاختبار النهائية لسكوريك هي «فيسنا» (الربيع)، وهي عبارة عن كنتاتا للعازفين المنفردين والجوقة المختلطة والأوركسترا والتي كانت مبنية على أبيات للكاتب الأوكراني إيفان فرانكو. تشمل مقطوعات البيانو الأخرى المكتوبة خلال سنوات دراسة سكوريك سوناتا البيانو، و«في كارباتاخ» (في جبال الكاربات)، وأيضاً للبيانو المنفرد.
التحق سكوريك ببرنامج أبحاث الدراسات العليا في معهد موسكو للموسيقى في 1960، حيث درس مع الملحن دميتري كاباليفسكي. وأقام هناك أربع سنوات. خلال هذا الوقت، ألف سكوريك الموسيقى السمفونية، وموسيقى الحجرة، والموسيقى الصوتية. تتضمن بعض الأعمال من هذه الفترة «متتابعة في ري كبير للأوتار»، و«سوناتا الكمان رقم 1»، و«المقطوعة رقم 1 للأوتار»، و«التنويع»، و«البلوز»، و«الفكاهة».

## عمله بالتدريس
بدأ سكوريك البالغ من العمر 25 عاماً، أول منصب تدريسي له بعد تخرجه في معهد موسكو الموسيقي في 1964، ليصبح أصغر محاضر في أوكرانيا في مجال التأليف الموسيقي في معهد لفيف الموسيقي، حيث بقي حتى 1966. ثم قبل منصباً في معهد كييف الموسيقي حيث ركز على تدريس تقنيات التناغم المعاصرة. ركزت أطروحته، التي اكملها في 1964، على موسيقى الملحن الروسي سيرغي بروكوفييف. نُشر كتاب سكوريك «الجوانب الهيكلية للأوتار في موسيقى القرن العشرين» (بالأوكرانية: Struktura i vyrazhalna pryroda akordyky v muzitsi XX stolitti) في 1983. وكان من بين طلابه الملحنين أوزفالداس بالاكاوسكاس، إيفان كارابيتس ويفغين ستانكوفيتش. بقي سكوريك في معهد كييف الموسيقي حتى 1988.
أصبح سكوريك أصغر عضو في الاتحاد الوطني للملحنين في أوكرانيا في 1963. كان سكوريك عضواً نشطاً في الاتحاد خلال حياته المهنية، وكان رئيساً مشاركاً مع ستانكوفيتش من 2004 إلى 2010.

## السنوات اللاحقة
انتقل سكوريك مع عائلته إلى أستراليا في 1996، وحصل على الجنسية الأسترالية، لكنه عاد في 1999 ليعيش في أوكرانيا. عُين سكوريك مديراً فنياً لأوبرا كييف في أبريل 2011، وهو المنصب الذي شغله حتى 2016. وتوفي في 1 يونيو 2020.

## أعماله
أعمال سكوريك معروضة على بيانات الموسيقيين الأوكرانيين وموسوعة أوكرانيا العنكبوتية.

## الجوائز
- جائزة الفنان الشعبي الأوكراني [الإنجليزية].[11]
- بطل أوكرانيا (بطل أوكرانيا مع وسام الدولة "2008").[12]
- وسام الاستحقاق من الدرجة الأولى. ( 8 فبراير 2010 ) - لمساهمته الشخصية الكبيرة في التنمية الاجتماعية والاقتصادية والثقافية لأوكرانيا، والكفاءة المهنية العالية وسنوات عديدة من العمل الشاق.[13]
- وسام الاستحقاق من الدرجة الثانية. (27 أغسطس 2006) - لمساهمته الشخصية الكبيرة في تخليد ذكرى إيفان فرانكو.[14]
- وسام الاستحقاق من الدرجة الثالثة. (5 أكتوبر 1998) - لمساهمته الشخصية الكبيرة في تطوير الفن الموسيقي الأوكراني والأنشطة الإبداعية والتربوية طويلة المدى.[15]
- جائزة رئيس أوكرانيا - وسام اليوبيل «20 عاماً على استقلال أوكرانيا» (19 أغسطس 2011) - لمساهمته الشخصية الكبيرة في التنمية الاجتماعية والاقتصادية والعلمية والتقنية والثقافية والتعليمية للدولة الأوكرانية، والإنجازات المهمة والسنوات العديدة العمل الجاد.[16]
- جائزة رئيس أوكرانيا «الأسطورة الوطنية لأوكرانيا» (20 أغسطس 2021، بعد وفاته) - لمزاياه الشخصية البارزة في بناء أوكرانيا المستقلة وتعزيز دولتها، ومساهمته كبيرة في تطوير الفن الوطني والرياضة وقضاء سنوات عديدة من العمل المثمر في النشاط المهني.[17]
- وسام شارة الشرف (اتحاد الجمهوريات الاشتراكية السوفيتية، 1971).
- الفنان المكرم في اتحاد الجمهوريات الاشتراكية السوفيتية (1969).
- فنان الشعب لاتحاد الجمهوريات الاشتراكية السوفيتية (1988).
- جائزة تاراس شيفتشينكو الوطنية لجمهورية أوكرانيا الاشتراكية السوفيتية (1987).
- جائزة الجمهورية لكمسمول أوكرانيا التي تحمل اسم نيكولاي أوستروفسكي (1968).

## للاستزادة
- Kostyuk, Natalia (2015). "Скорик, Мирослав Михайлович" [Skoryk, Myroslav Mikhailovich]. In Zhulinsky, M.G. (ed.). Shevchenko's Encyclopedia (بالأوكرانية). Kyiv: Institute of Literature. T.G. Shevchenko National Academy of Sciences of Ukraine. Vol. 5. pp. 797–798. ISBN:978-966-02-6420-5.
- Kyyanovsʹka, Lyubov (23 Sep 2013). "Мирослав Скорик: людина і митець" [Myroslav Skoryk: man and artist]. Music-Review Ukraine (بالأوكرانية). Archived from the original on 2019-06-30. Retrieved 2019-06-30.
- Voloh, Oksana (2011). "М. Скорик – Мойсей Української Музики" [M. Skoryk: Moses of Ukrainian Music] (PDF). Molodʹ I Rynok (Youth and the Market) (بالأوكرانية). Drohobych, Ukraine: Ivan Franko State Pedagogical University of Drohobytsk. 79 (8): 133–136. ISSN:2617-0825. Archived from the original (PDF) on 2023-04-10. (cached version)
- Oleksiuk، Olga، المحرر (2019). Individual Spirituality in Post-nonclassical Arts Education. Newcastle, UK: Cambridge Scholars Publishing. ISBN:978-15275-4-381-2. مؤرشف من الأصل في 2023-04-05.

## وصلات خارجية
- "Myroslav Skoryk (1938–2020)". Classical Music Archive. مؤرشف من الأصل في 2024-03-28. (a list of works by Skoryk, with audio files)
- ميروسلاف سكوريك في قاعدة بيانات الأفلام على الإنترنت (film scores by Skoryk)
- ميروسلاف سكوريك التسجيلات من ديسكاغز.كوم
- Skoryk interviewed by Dmitry Gordon in 2013 on the Ukrainian TV programme Visiting Dmitry Gordon (part 1؛ part 2 on Gordon's يوتيوب channel, in Ukrainian)